# Jugovzhodna Slovenija
Jugovzhodna Slovenija („Südost-Slowenien“), präzise Jugovzhodna Slovenija statistična regija ist eine statistische Region in Slowenien auf NUTS3-Ebene. 
Die Region, die für statistische Zwecke bestimmt ist, wurde im Mai 2005 eingeführt. Sie umfasst insgesamt 21 Gemeinden. Sie entspricht in etwa den historischen Regionen Dolenjska (Unterkrain) und Bela krajina (Weißkrain)
Die größte Stadt ist Novo mesto mit 23.300 Einwohnern. Die Gesamtfläche beträgt 2.675 km².
Die Einwohnerzahl am 1. Juli 2020 betrug 145.859.

## Gemeinden
| Wappen | Gemeinde          | Deutscher Name       | Karte | Fläche km² | Einwohner (2023) | NUTS3- Code |
| ------ | ----------------- | -------------------- | ----- | ---------- | ---------------- | ----------- |
|        | Črnomelj          | Tschernembl          |       | 339,7      | 14.236           | SI017       |
|        | Dolenjske Toplice | Töplitz              |       | 110,2      | 3.611            | SI017       |
|        | Kočevje           | Gottschee            |       | 555,4      | 15.674           | SI017       |
|        | Kostel            | Grafenwarth          |       | 56,1       | 621              | SI017       |
|        | Loški Potok       | Laserbach            |       | 134,5      | 1.797            | SI017       |
|        | Metlika           | Möttling             |       | 108,9      | 8.465            | SI017       |
|        | Mirna             | Neudegg              |       | 31,3       | 2.714            | SI017       |
|        | Mirna Peč         | Hönigstein           |       | 48,0       | 3.130            | SI017       |
|        | Mokronog-Trebelno | Nassenfuß - Trebelen |       | 73,4       | 3.229            | SI017       |
|        | Novo mesto        | Neustädtel           |       | 235,7      | 38.075           | SI017       |
|        | Osilnica          | Ossilnitz            |       | 36,2       | 339              | SI017       |
|        | Ribnica           | Reifnitz             |       | 153,6      | 9.783            | SI017       |
|        | Semič             | Semitsch             |       | 146,7      | 3.832            | SI017       |
|        | Sodražica         | Soderschitz          |       | 49,5       | 2.284            | SI017       |
|        | Straža            | Oberstrascha         |       | 28,5       | 3.878            | SI017       |
|        | Šentjernej        | Sankt Bartholomä     |       | 96,0       | 7.356            | SI017       |
|        | Šentrupert        | Sankt Ruprecht       |       | 49,1       | 2.939            | SI017       |
|        | Škocjan           | Sankt Kanzian        |       | 60,4       | 3.423            | SI017       |
|        | Šmarješke Toplice | Töplitz              |       | 34,2       | 3.544            | SI017       |
|        | Trebnje           | Treffen              |       | 163,3      | 13.477           | SI017       |
|        | Žužemberk         | Seisenberg           |       | 164,3      | 4.681            | SI017       |
|        | Gesamt            |                      |       | 2.675,0    |                  |             |

## Nachbarregionen
| Osrednjeslovenska    | Osrednjeslovenska, Posavska                 | Posavska |
| Primorsko-notranjska | Kompassrose, die auf Nachbargemeinden zeigt | Kroatien |
| Kroatien             | Kroatien                                    | Kroatien |